# 정재근 (국악인)
정재근(鄭在根)은 조선시대의 판소리 명창이다. 전라남도 나주에서 태어난 뒤 어린 시절을 보성에서 살았다. 박유전의 제자로 어전에서 소리하고 홍패를 받았다. 이날치와 더불어 박유전 소리제를 전한 공로가 크다. 《심청가》를 잘하였다고 전하였다.